# Toshikazu Ichimura
Toshikazu Ichimura (født 12. december 1941) underviste i aikido i Skandinavien i årene 1966 til 1986.
Han er 6. dan i aikido (1977) og 6. dan renshi i iaido (1965).
Ichimura begyndte at træne aikido i 1957 i Aikikai Hombu-dojo med Shoji Nishio som instruktør.
I 1961 begyndte han på Toyo-universitetet og startede der en aikidoklub hvor han selv underviste.
I 1966 flyttede han først til Stockholm, og i 1968 videre til Uppsala, hvor han åbnede KFUK-KFUM Uppsala Aikidoklubb.
Fra 1970 har der været tradition for en stor årlig sommerlejr i Uppsala, ofte med andre japanske instruktører i Europa som gæsteinstruktører. Han afholdt jævntlig weekendkurser i Danmark.
I 1982 blev Nishio første gang inviteret til Sverige, og året efter til Danmark. Det blev starten på en fast forbindelse mellem Nishio og Aikido i Danmark. 
I 1986 tog Ichimura tilbage til Japan, og træner ikke Aikido mere. Han har en Shiatsu praktik i Kobe.
Ichimura har udgivet 2 bøger om aikido på svensk.
- Aikido (1973)
- Aikido och Fred (1982)